# آریلا فررا
آریلا فررا (اسپانیایی: Ariella Ferrera‎؛ زادهٔ ۱۵ ژانویهٔ ۱۹۷۹ در مدئین، انتیوکیا) بازیگر پورنوگرافی اهل کلمبیا است.

## حرفه
فررا در پنج سالگی به همراه خانواده به شهر شیکاگو در آمریکا (ایلینویز) مهاجرت کرد. او در آن جا جوانی خود را گذراند و در همان‌جا بود که به عنوان یک بهداشت‌کار دهان و دندان تحصیل و شروع به کار کرد.
وی از سال ۲۰۰۹ فعالیت خود را در صنعت پورنو آغاز کرد و در شرکت‌های بزرگی مانند برزرز، بنگ بروز و دیجیتال پلی‌گراوند به ایفای نقش پرداخت.